# Вернігеродський замок
Вернігеродський замок (нім. Schloss Wernigerode) — замок біля однойменного німецького міста Вернігероде, Саксонія-Ангальт. На сьогодні є відкритий для відвідування музеєм, та є одним з найвідвідуваніших на території землі Саксонія-Ангальт.